# Факультет машиностроения и судостроения Загребского университета
Факультет машиностроения и судостроения Загребского университета (хорв. Fakultet strojarstva i brodogradnje Sveučilišta u Zagrebu) — один из факультетов Загребского университета, занимающийся обучением и подготовкой студентов по специальностям, связанным с машиностроением, авиационной техникой, судостроением и компьютерной инженерией.
Отсчитывая свою историю с 1919 года, и тем самым являясь старейшим в Хорватии заведением подобного рода, факультет во второй половине XX века поспособствовал созданию и развитию подобных себе учебных организаций и исследовательских центров по всей стране.

## История
История факультета берёт своё начало с основания Высшей технической школы в Загребе, то есть с ноября 1919 года. В тот момент новое учебное заведение открыло свои двери для студентов, желавших получить ту или иную техническую специальность на одном из восьми отделений, среди которых было и Отделение судостроительства и морской инженерии. Отделение, как и школа в целом, с момента основания ощущало острую нехватку помещений для проведения занятий. Ситуацию не улучшило даже включение школы в состав Загребского университета в 1926 году. Ежедневно тысяче студентов судостроительного факультета, в том числе 250 первокурсникам, приходилось слушать лекции в коридорах и фойе и объединяться в команды по шесть человек, чтобы занять места за чертёжными столами, нехватка которых ощущалась не менее остро, чем нехватка площадей. Решение проблемы квадратных метров появилось в 1959 году, когда руководство университета выделило факультету средства на постройку собственного кампуса и лаборатории. Спустя семь лет строительство обоих зданий, расположившихся на улице Ивана Лучича, было завершено и потребность факультета в площадях для проведения лекций была закрыта. Несмотря на своё нелёгкое положение в 1960-х годах, факультет активно способствовал созданию и развитию подобных себе учебных заведений и исследовательских центров по всей Хорватии. В первом десятилетии XXI века факультет уже располагал более чем 1600 учебными местами в двух больших, семи средних и нескольких десятках малых аудиторий и 160 рабочими местами в 12 собственных компьютерных центрах.

## Структура
Факультет машиностроения и судостроения Загребского университета с 2003 года проводит обучение по Болонской системе образования. В связи с этим бакалавриат на факультете длится семь семестров и включает в себя изучение на первых двух семестрах только общих предметов (машиностроение, авиатехника и судостроение). На третьем семестре к общим предметам добавляются специальные (компьютерная инженерия, робототехника, конструирование, энергетика и пр.), которые при наступлении пятого семестра перетекают в узкоспециализированные курсы (военная техника, автоматика, сварные конструкции, менеджмент, медицинские конструкции и т. д.). По завершении семи семестров наступает очередь трёх семестров магистратуры, которая как и бакалавриат исчисляется максимум 25 часами занятий в неделю и девятью экзаменами в год. За магистратурой следует аспирантура, которая в соответствии с Болонской системой длится всего шесть семестров.
Преподавательский штат факультета состоит из 50 постоянных и 37 приглашённых профессоров, 38 доцентов, 21 ассистента, 9 преподавателей, 72 научных сотрудников и 56 вспомогательных преподавателей. Ежегодно их лекции посещают более четырёхста первокурсников, из которых за шесть лет обучения оканчивают бакалавриат более трёхста человек, а магистратуру около пятидесяти. Всего же за учебный год, факультет оканчивает более 15 000 студентов, из которых 800 становятся магистрами и более 300 докторами наук в области машиностроения и судостроения.
Также за более чем сто лет существования в структуру факультета вошло несколько различных лабораторий и исследовательских центров, созданных непосредственно преподавателями факультета в разное время, среди которых выделяются:
- Технологический институт
- Институт деталей механизмов и конструкций
- Институт технической термодинамики и тепловых двигателей
- Институт судостроения и морских технологий
- Институт двигателей и транспортных средств
- Лаборатория судостроения и тяжелых конструкций
- Лаборатория машиностроения